# 三晉伐齊之戰
三晉伐齊之戰是中國戰國時代初期的一場大規模戰爭。前後耗時2年，以三晉勝利而告終。是役齊康公被聯軍所俘虜，與三晉之君一起朝見周天子。次年，三晉成為了諸侯。

## 背景
前405年，齊國卿大夫田悼子去世，田和嗣相位，齊國發生內亂，田布殺死了田孫，田會就在廩丘（今山東鄄城縣）反叛，投靠趙國。此事史称“和子之乱”或“项子牛之乱”。事后，田布派兵包圍了廩丘，田會派人向三晉求援。由于田会的求援、周王伐齐的命令以及三晋自身想要求得诸侯名号的目的，三晉聯合出兵救解。

## 戰役進程

### 廪丘之战
此年，三晉以魏軍為主力，魏將翟角為主帥，與包圍廩丘的齊軍展開大會戰。聯軍以分散而靈活機動的步兵，包圍襲擊排列成密集車陣的齊軍，齊軍戰敗，損失車輛二千及三萬軍隊，聯軍把屍體堆成二個高丘。而聯軍的謀士寧越向趙將孔青建議，將齊軍的屍體還給齊國，讓齊國的人怨恨他們上面的人，使得上面的人無法再命令他們的人作戰，因此齊國無法繼續抵抗。

### 平阴之战
田布在龍澤與聯軍再戰，又被打敗，聯軍乘勝長驅直入追擊，圍攻齊國西邊的關塞平陰（今山東平陰縣），並攻入了齊長城，迫使齊國的執政者屈服。

## 結果
三晋伐齐胜利后，与齐国订立盟约，规定齐国不得再攻击廪丘，不得再修筑长城。齐康公被俘虏，在三晋的迫使下一同前往朝见周威烈王。次年，三晋被周王册命为诸侯。”